# Укатный
Укатный — песчаный необитаемый остров на севере Каспийского моря, в районе дельты Волги, на границе Казахстана и России. 
В 1990-е годы был предметом пограничного диспута между Казахстаном и Россией.
Остров расположен на мелководье, покрыт рогозом и тростником, имеет множество тихих лагун, и поэтому служит прекрасным местом отдыха водоплавающих птиц: пеликанов, бакланов, цапель, уток, лебедей, лысух и так далее.

## География
Остров расположен в 20 км. к югу от точки, в которой граница Казахстана (Атырауская область) и России (Астраханская область) выходит на берег Каспийского моря. Имеет длину 6,2 км, максимальную ширину 4,3 км и площадь 14,9 км².
Остров расположен в нефтегазоносной области, рядом с месторождением Жамбыл в составе структуры Курмангазы.